# Músico de sessão

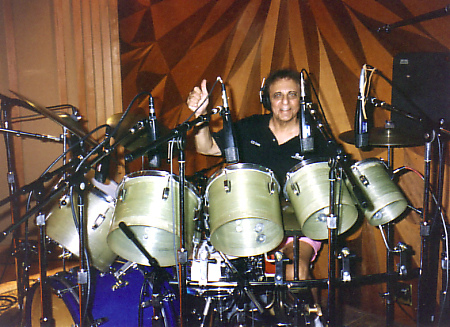
Hal Blaine in 1995.

Músicos de sessão ou músicos de estúdio são intérpretes vocais e instrumentais disponíveis para trabalhar para outros músicos em concertos ou sessões de gravação. Normalmente não são integrantes permanentes de um conjunto, e costumam não desfrutar da fama alcançada por estes. O termo aplica-se não só àqueles que trabalham com estilos contemporâneos como rock, jazz, country e pop, mas também com música clássica. A versatilidade é uma das características mais importantes de um músico de sessão, pois espera-se que ele seja capaz de se apresentar em diversos ambientes e estilos. Entre outras características necessárias estão a facilidade de aprendizado e leitura à primeira vista.